# Thulé (mythologie)
Pour les articles homonymes, voir Thulé.

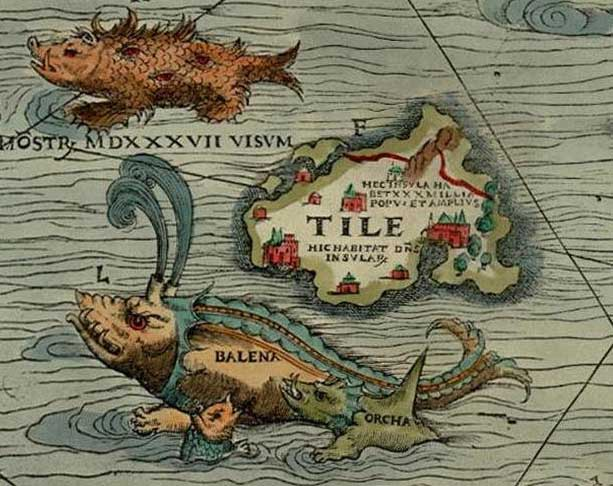
Thulé, sous le nom de Tile, d'après la Carta Marina de Olaus Magnus (1539). Thulé est sur cette carte une île (imaginaire ?) située entre les îles Féroé et l'Islande.

Thulé (en grec ancien Θούλη / Thoúlê) est le nom donné entre 330 et 320 av. J.-C. par l'explorateur grec Pythéas à une île qu'il présente comme la dernière de l'archipel britannique et qu'il est le premier à mentionner. Le terme désigne ensuite, notamment au Moyen Âge, l'Islande, le Groenland, voire une île que les contemporains croient réelle (mais qui ne l'est pas) au nord de l'Europe.

## Description
Les rares éléments écrits de Pythéas parvenus jusqu'à nous ne nous permettent pas aujourd'hui d'identifier Thulé avec certitude. D'ailleurs, Pythéas n'indique pas avoir atteint Thulé, comme le souligne Strabon dans sa Géographie (écrite entre 20 av. J.-C. et 23), qui d'ailleurs démontre clairement pourquoi il traite le voyageur de menteur :
« De là passant à la détermination de la largeur de la terre habitée, il [Ératosthène] compte à partir de Méroé, et sur le méridien même de cette ville, 10 000 stades jusqu'à Alexandrie, de ce point-là maintenant jusqu'à l'Hellespont environ 8100 stades, 5000 encore jusqu'au Borysthène, enfin jusqu'au parallèle de Thulé, terre que Pythéas place à 6 journées de navigation au N. de la Bretagne et dans le voisinage même de la mer Glaciale, quelque chose encore comme 11 500 stades [...].
Nous lui concéderons volontiers les autres distances sur lesquelles on s'accorde assez généralement, mais quel homme sensé pourra lui passer le nombre de stades qu'il indique pour la distance du Borysthène au parallèle de Thulé ? Le seul auteur, en effet, qui parle de Thulé est Pythéas, que tout le monde connaît pour le plus menteur des hommes. Les autres voyageurs qui ont visité la Bretagne et Ierné ne disent mot de Thulé, bien qu'ils mentionnent différentes petites îles, groupées autour de la Bretagne. D'autre part, la Bretagne [...] aurait, au rapport de Pythéas, 20000 stades de longueur et la distance du Cantium à la côte de Celtique serait de plusieurs journées de navigation. Sur les Ostimii pareillement, et sur les contrées qui s'étendent au delà du Rhin et jusqu'à la Scythie, Pythéas n'a publié que des renseignements controuvés. Or, quiconque ment à ce point touchant des lieux connus n'a guère pu dire la vérité en parlant de contrées absolument ignorées.
[...] Or, de Massalia au centre de la Bretagne il n'y a pas plus de 5000 stades; avançons encore au delà de ce point d'une distance de 4000 stades au plus (ce qui nous porte à peu près à la hauteur d'Ierné), nous nous trouverons là sous un climat à peine habitable ; et plus loin par conséquent, c'est-à-dire dans ces parages où Ératosthène relègue Thulé, le climat sera absolument inhabitable pour l'homme. Quelles sont maintenant les données ou simplement les idées préconçues d'après lesquelles il a porté ainsi à 11 500 stades la distance entre le parallèle de Thulé et celui du Borysthène, c'est ce que je n'aperçois pas. »
Polybe non plus ne le croyait pas, comme il le souligne dans ses Histoires (IIe siècle av. J.-C.) :
« Pythéas a trompé le public en disant avoir visité toutes les parties accessibles de la Bretagne, et en donnant à cette île plus de quarante mille stades de circonférence ; il l'a trompé en affirmant, au sujet de Thulé et des lieux voisins, qu'il n'y a ni terre, ni mer, ni air en ces parages, mais un mélange de tous ces éléments, assez semblable à un poumon marin, et en plaçant enfin et la terre et la mer et l'air au-dessus de ce poumon, dont il fait le lien de toutes ces parties, sans qu'il soit possible de naviguer sur cette matière ou d'y marcher. Il prétend avoir vu cette espèce de poumon marin, en avouant, du reste, qu'il ne donne les autres détails que par ouï-dire. De plus, il avance qu'après avoir ainsi visité la Grande-Bretagne, il en a fait autant pour toutes les côtes de l'Europe, depuis le détroit de Gadès jusqu'au Tanaïs. Or, il est peu probable qu'un simple particulier, qu'un homme pauvre ait pu parcourir, et par terre et par mer, des distances aussi considérables. Cependant Ératosthène, qui ne sait s'il doit, pour le reste, accepter le témoignage de Pythéas, regarde comme inattaquable tout ce qu'il dit de la Bretagne, de Gadès et de l'Espagne. »
Certains auteurs ont imaginé que les indications de Pythéas concernant des populations pratiquant la culture du blé et l'élevage des abeilles se rapportaient à Thulé et à ses habitants. S'il s'agit vraisemblablement de peuples rencontrés au cours de son voyage dans le nord de l'Europe, rien n'indique qu'ils étaient les habitants de Thulé[réf. nécessaire].

## Autres occurrences dans l'Antiquité

### Antoine Diogène
Au IIe siècle av. J.-C., Antoine Diogène écrit Les Merveilles d'au-delà de Thulé (Tα υπερ Θoυλην απιστα), un ouvrage relatant ses voyages à Thulé et ailleurs. Bien qu'il ne nous soit pas parvenu, son résumé est présent dans le codex 166 de la Bibliothèque de Photius.

### Pline l'Ancien
Pline l'Ancien fournit dans son Histoire naturelle (publiée vers 77) plusieurs informations sur Thulé issues de ses lectures. Il évoque par exemple des phénomènes astronomiques qu'on y observe :
« Dans ce dernier pays (la Bretagne) les nuits claires de l'été indiquent sans aucun doute ce que la raison force de croire, à savoir qu'aux solstices d'été, le soleil s'approchant davantage de notre pôle et décrivant le cercle le plus étroit, la région polaire a des jours continus de six mois; par conséquent les nuits sont de six mois quand il est passé au solstice d'hiver. Pythéas de Marseille a écrit que cela arrivait dans l'île de Thulé, éloignée de la Bretagne, au nord, de six jours de navigation. »
Il fournit aussi des indications sur son emplacement, comme dans ce passage :
« À partir de l'embouchure du Tanaïs, les auteurs les plus exacts n'ont donné rien de précis. Artémidore a pensé que les contrées intérieures étaient inconnues, avouant que les nations sarmatiques s'étendent autour du Tanaïs dans la direction du nord. Isidore a ajouté 1.250.000 pas jusqu'à Thulé, devinant plutôt que conjecturant. »
Et celui-là :
« La dernière de toutes celles qu'on cite est Thulé. Nous avons dit qu'au solstice d'été elle n'a point de nuit, le soleil traversant alors le signe du Cancer, et, au solstice d'hiver, point de jour: quelques-uns pensent que la lumière et les ténèbres y durent six mois alternativement. Timée l'historien dit qu'à six jours de navigation de la Bretagne, et en deçà, est l'île Mictis (en), qui produit le plomb blanc ; que les Bretons s'y rendent dans des barques d'osier garnies de cuir. On cite encore d'autres îles, Scandia, Dumna, Bergos et Narigon, la plus grande de toutes, où l'on s'embarque pour Thulé; de Thulé, un jour de navigation mène à la mer glacée, appelée par quelques-uns Cronienne. »

### Virgile
Le terme d'Ultima Thule figure également dans les Géorgiques du poète romain Virgile :
« Et toi enfin, qui dois un jour prendre place dans les conseils des dieux à un titre qu'on ignore, veux-tu, César, visiter les villes ou prendre soin des terres et voir le vaste univers t'accueillir comme l'auteur des moissons et le maître des saisons, en te ceignant les tempes du myrte maternel ? Ou bien deviendras-tu le dieu de la mer immense, pour que les marins révèrent ta seule divinité, que Thulé aux confins du monde soit soumise à tes lois, et que Téthys, au prix de toutes ses ondes, achète l'honneur de t'avoir pour gendre ? »
Chez les Romains, Ultima Thule désigne la limite septentrionale du monde connu.

### Pomponius Mela
Pomponius Mela, dans son De situ orbis (ou De chorographia), écrit vers 43, dit :
« L’île de Thulé, que les poètes grecs et latins ont rendue si célèbre, est située en face des Belces. Les nuits y sont courtes, à cause du grand intervalle qui sépare les deux points où le soleil se lève et se couche : obscures pendant l’hiver, comme partout ailleurs, elles sont claires pendant l’été, parce que le soleil, s’élevant dans cette saison plus haut que d’ordinaire, est précédé d’un long crépuscule. Mais, au temps du solstice, il n’y a pas de nuit, parce que le soleil montre au-dessus de l’horizon une grande partie de son disque. »

### Ptolémée

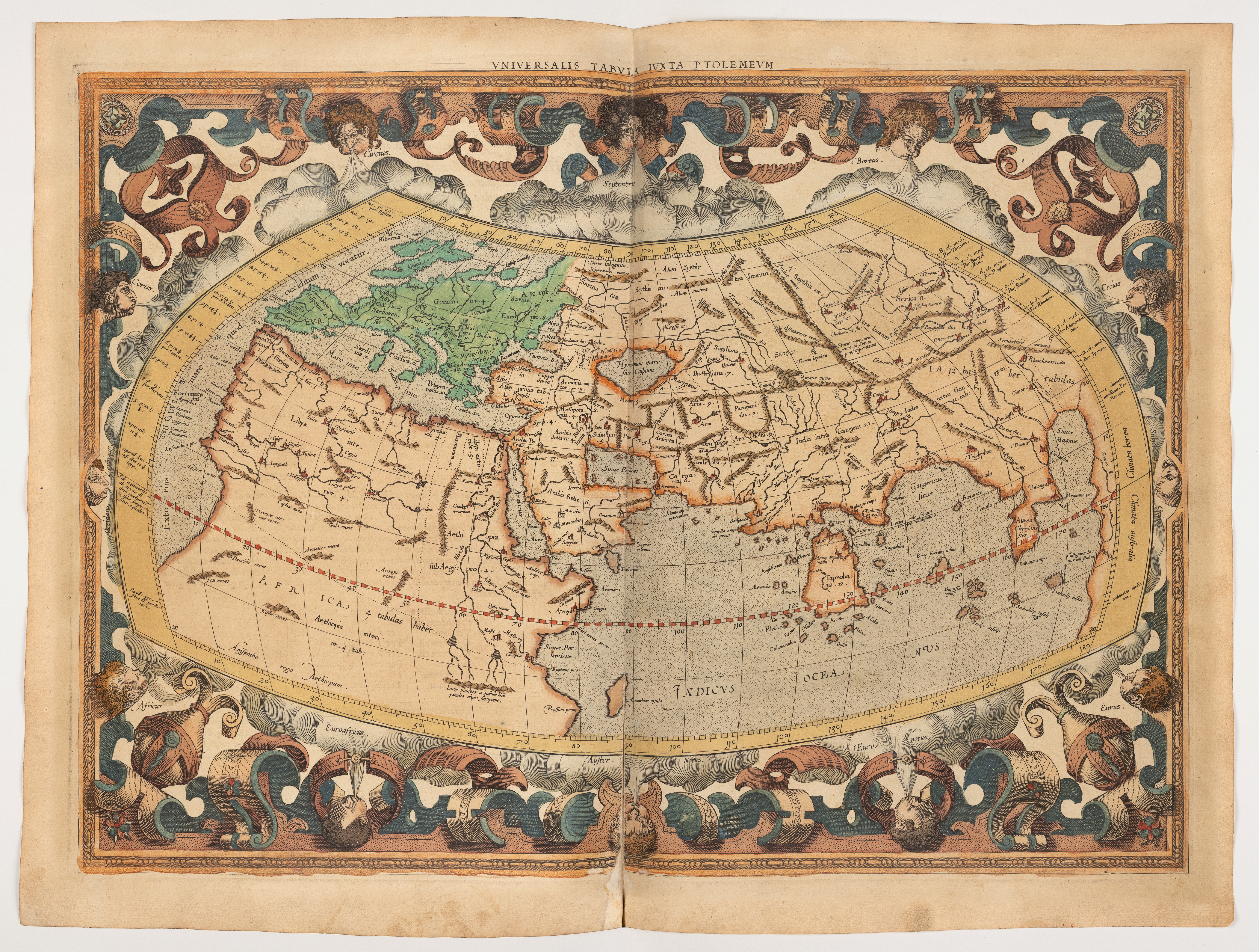
Carte du monde de Gérard Mercator basée sur celle de Plotlémée intitulée « Tabulae geographicae ».

Ptolémée dans son ouvrage Géographie fournit les coordonnées de l'île, se basant sur les travaux de Marinos de Tyr. Elle serait située à une latitude comprise entre 62°40 et 63°15 nord et à une longitude comprise entre 29°00 et 31°40 ouest.

### Tacite
Dans la Vie d'Agricola (écrite en 98), Tacite mentionne Thulé :
« Ce fut alors que la flotte romaine, ayant, pour la première fois, visité le tour de ces bords d’une mer toute nouvelle, s’assura que la Bretagne était une île ; et, en même temps, elle découvrit et subjugua des îles inconnues jusqu’alors, et qu’on appelle les Orcades ; elle entrevit aussi Thulé, quoique cachée sous les neiges et les frimas. ».

### Synésios de Cyrène
Synésios de Cyrène, dans une de ses lettres à Olympius (numérotée 93) parle de croyances des habitants de Cyrénaïque :
« Nos paysans sont comme nous, quand on nous parle des régions au delà de Thulé, de cette Thulé qui permet aux voyageurs de faire à plaisir des récits fabuleux. S’ils admettent à la rigueur, quoique non sans peine, ce qu’on leur dit des vaisseaux, ils se refusent obstinément à croire que la mer puisse donner des aliments: c’est un privilège qui, d’après eux, n’appartient qu’à la terre, cette mère nourrice. »

## Occurrences après l'Antiquité

### Procope de Césarée
Au VIe siècle, l'historien byzantin Procope de Césarée dit à propos de Thulé : « Cette île est dix fois plus grande que l'Angleterre, et en est assez éloignée. Du côté du septentrion, la plus grande partie est déserte. La partie qui est habitée contient treize peuples, commandés par autant de rois. Il y arrive une chose merveilleuse. Tous les ans vers le solstice d'été, le soleil paraît quarante jours continus sur leur horizon ; six mois après ils ont quarante jours de nuit, qui sont pour eux des jours de douleur et de tristesse, parce qu'ils ne peuvent entretenir aucun commerce ».

### Adam de Brême
Adam de Brême, dans le quatrième livre de sa Gesta Hammaburgensis ecclesiae pontificum (écrit entre 1075 et 1080), fournit une description des îles nordiques. Il y décrit Thulé, qu'il assimile à l'Islande, ainsi que d'autres territoires explorés par les Vikings :« L’île de Thulé, séparée des autres par des étendues infinies, est située au loin, au milieu de l’océan, est, dit-on, à peine connue. Les auteurs romains et barbares rapportent à ce sujet de nombreux faits dignes d'être répétés. « L'île la plus éloignée de toutes, disent-ils, est Thulé, où il n'y a pas de nuit au solstice d'été, lorsque le soleil traverse le signe du Cancer, et où il n'y a pas de jour non plus au solstice d'hiver. » Ce dernier, pensent-ils, a lieu tous les six mois. Bède écrit aussi que les nuits lumineuses de l'été en Bretagne indiquent sans aucun doute qu'au solstice il fait continuellement jour pendant six mois et, au contraire, nuit en hiver, lorsque le soleil se retire. Et Pythéas de Marseille écrit que cela se passe dans l'île de Thulé, à six jours de navigation de la Bretagne vers le nord. Cette Thulé est maintenant appelée Islande, à cause de la glace qui lie l'océan. À propos de cette île, ils rapportent aussi ce fait remarquable, que la glace, en raison de son âge, est si noire et si sèche en apparence qu'elle brûle quand on y met le feu. Mais cette île est si vaste qu’elle abrite de nombreux peuples qui vivent uniquement de l’élevage du bétail et qui se vêtissent de leurs peaux. On n’y cultive rien, le bois y est très rare. C’est pourquoi les habitants habitent dans des cavernes souterraines, heureux d’avoir un toit, de la nourriture et un lit en commun avec leurs troupeaux. Ils passent leur vie dans une sainte simplicité, parce qu’ils ne cherchent rien d’autre que ce que la nature leur offre, et ils peuvent dire avec joie avec l’Apôtre : « Mais si nous avons de la nourriture et de quoi nous couvrir, nous sommes contents de cela. » Car au lieu de villes, ils ont des montagnes et des sources qui font leurs délices. Bienheureux, dis-je, les peuples dont la pauvreté n’est pas envieuse, et à cet égard, bienheureux encore plus parce que tous sont devenus chrétiens. Ils ont beaucoup de coutumes méritoires, notamment la charité, grâce à laquelle ils ont tout en commun avec les étrangers comme avec les indigènes. Ils considèrent leur évêque comme un roi, et tout le peuple respecte ses désirs. Ils tiennent pour loi tout ce qu’il ordonne, comme venant de Dieu, ou des Ecritures, ou même des bonnes pratiques des autres peuples. Pour eux, notre métropolite rendit de grandes actions de grâces à Dieu de ce qu’ils s’étaient convertis de son temps, bien qu’avant de recevoir la foi ils fussent dans ce qu’on pourrait appeler leur loi naturelle, qui n’était pas très en désaccord avec notre religion. Sur leur demande donc, l’archevêque consacra un certain saint homme nommé Islef. Et quand il fut envoyé de cette région auprès du prélat, celui-ci le reçut quelque temps en sa compagnie et lui accorda de plus de grands honneurs. Entre-temps, Islef apprit en quoi les peuples nouvellement convertis au Christ peuvent être instruits de façon salutaire. Par lui, l’archevêque envoya des lettres aux peuples d’Islande et du Groenland, saluant respectueusement leurs églises et leur promettant de venir très bientôt chez eux pour que leur joie soit complète ensemble. Ces paroles nous permettent de comprendre le noble dessein que l'archevêque avait en ce qui concerne sa légation, car nous apprenons aussi que l'apôtre désirait se rendre en Espagne pour y prêcher la Parole de Dieu, intention qu'il ne put réaliser. Mis à part le fabuleux, ces faits concernant l'Islande et la Thulé la plus éloignée que nous avons apprise sont vrais.
Il y a dans l'océan de nombreuses autres îles, dont le Groenland, situé très loin dans l'océan, en face des montagnes de Suède et de la chaîne de Rhiphae. On dit que cette île est à cinq à sept jours de navigation des côtes de Norvège, comme l'Islande. Les habitants de cette île sont verdâtres à cause de l'eau salée, d'où le nom de cette région. Les habitants vivent de la même manière que les Islandais, sauf qu'ils sont plus féroces et qu'ils perturbent les marins par leurs attaques de pirates. On raconte que le christianisme s'est récemment répandu dans ces îles.
La troisième île est Helgeland, plus proche de la Norvège, mais pas moins étendue que les autres. Cette île voit le soleil sur la terre pendant quatorze jours consécutifs au solstice d'été et, de même, elle n'a pas le soleil pendant le même nombre de jours en hiver. Pour les barbares, qui ne savent pas que la différence de durée des jours est due à l'apparition et au recul du soleil, cela est étonnant et mystérieux. En effet, la rotondité de la terre fait que le soleil, dans sa course, amène nécessairement le jour à mesure qu'il approche d'un lieu, et qu'il laisse la nuit à mesure qu'il s'en éloigne. Quand le soleil approche du solstice d'été, les jours sont plus longs chez les habitants du nord, et les nuits plus courtes ; quand il descend au solstice d'hiver, c'est pour la même raison que les habitants du sud. Ignorant cela, les païens appellent sainte et bénie cette terre qui offre aux mortels un tel prodige. Le roi des Danois et bien d'autres ont attesté que ce phénomène se produisait là-bas, comme en Suède, en Norvège et dans les autres îles de ces contrées.
Il a aussi parlé d'une autre île parmi les nombreuses qui se trouvent dans cet océan. Elle s'appelle Vinland parce que des vignes y poussent à l'état sauvage, produisant un excellent vin. Que des récoltes non semées abondent également dans cette île, nous l'avons appris non par des récits fabuleux, mais par des récits dignes de foi des Danois. Au-delà de cette île, dit-il, on ne trouve aucune terre habitable dans cet océan, mais tout ce qui se trouve au-delà est plein de glace impénétrable et d’obscurité intense. Martianus en fait mention en ces termes : « Au-delà de Thulé, dit-il, la mer se fige après une journée de navigation. » Le prince des Norvégiens, Harold, très bien informé, s’est récemment essayé à cette mer. Après avoir exploré l’étendue de l’océan du Nord sur ses navires, ils découvrirent enfin devant leurs yeux les limites obscures d’un monde en déclin, et en revenant sur ses pas, il échappa de justesse et en toute sécurité au vaste gouffre de l’abîme. »

### Ultima Thule et Thule
Durant l'époque médiévale, Ultima Thule est parfois utilisé comme le nom latin du Groenland alors que Thule désigne l'Islande.

### Société de Thulé
Au XXe siècle, certains mouvements pangermanistes, comme la Société de Thulé, associent Thulé au mythique continent d'Hyperborée qu'ils considèrent comme le possible berceau de la race aryenne. L'écrivain français d'extrême-droite Jean Mabire étudie la question de sa situation géographique et retrace l'histoire de cette société de pensée dans son livre Thulé, le soleil retrouvé des Hyperboréens.

### Base aérienne de Thulé
Créée en 1941, la base aérienne de Thulé tient son nom du lieu mythique où elle est implantée. Elle est aujourd'hui également connue sous son nom inuit, Pituffik.

## Analyse
Certains auteurs ont avancé l'hypothèse qu'il s'agissait des îles Féroé, des Îles Lofoten et même du Groenland mais compte tenu des indications de Pythéas, il s'agit plus vraisemblablement de l'Islande voire de la Norvège qui pouvait à l'époque être considérée comme une île[réf. nécessaire]. Paul Gruyer, dans son livre Ouessant, Enez Heussa, l'île de l'Épouvante, publié en 1899, rapporte l'ancienne tradition orale qui faisait d'Ouessant la mythique Thulé, tradition déjà rapportée un siècle plus tôt par Jacques Cambry dans son Voyage dans le Finistère.

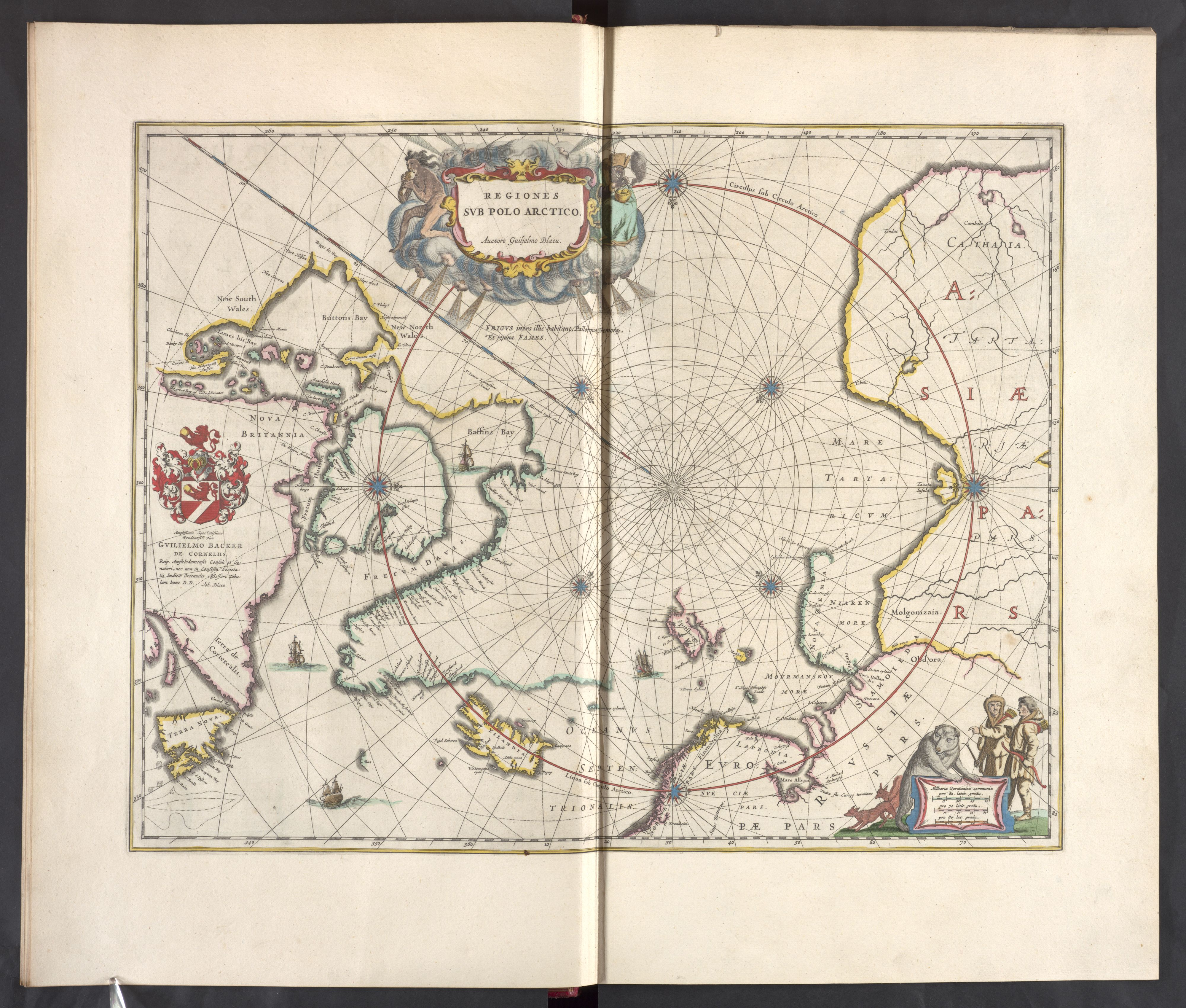
Carte publiée dans lAtlas Maior de Johannes Blaeu en 1667 figurant le pôle Arctique.

Si l'on se base sur la description de Pythéas, l'expression « poumon marin » évoque la consistance d'une méduse. Les scientifiques connaissent ce phénomène accompagnant la transformation des eaux en glace. La mer adopte alors cet aspect mouvant et visqueux, visiblement à l'origine des propos de l'explorateur. Ce phénomène permettrait donc de situer l'île vers le Groenland, la Scandinavie, l'Islande, ou encore dans l'archipel des îles Féroé. Au XVIIe siècle, le cartographe néerlandais Johannes Blaeu fait table rase de toutes les conjectures sur Thulé. Il laisse un vide à l'emplacement supposé de l'île. Les multiples citations et hypothèses diverses émaillant les écrits antiques contribuent à faire perdurer la vitalité de son mythe. Dans l'imaginaire des navigateurs, des cartographes et des cosmographes, il reste longtemps le point ultime du bout du monde, l'île de la perpétuelle pénombre, des sonorités harmonieuses, la terre des mânes des morts sans sépulture, le pays de nulle part.

## Galerie

Reconstitution de la carte du monde de Pomponius Mela (d'après son De situ orbis, écrit vers 43) par l'historien Konrad Miller (de). Thulé y est localisée à gauche (au nord), à l'est de l'Hyperborée et au nord du pays des Arimaspes.
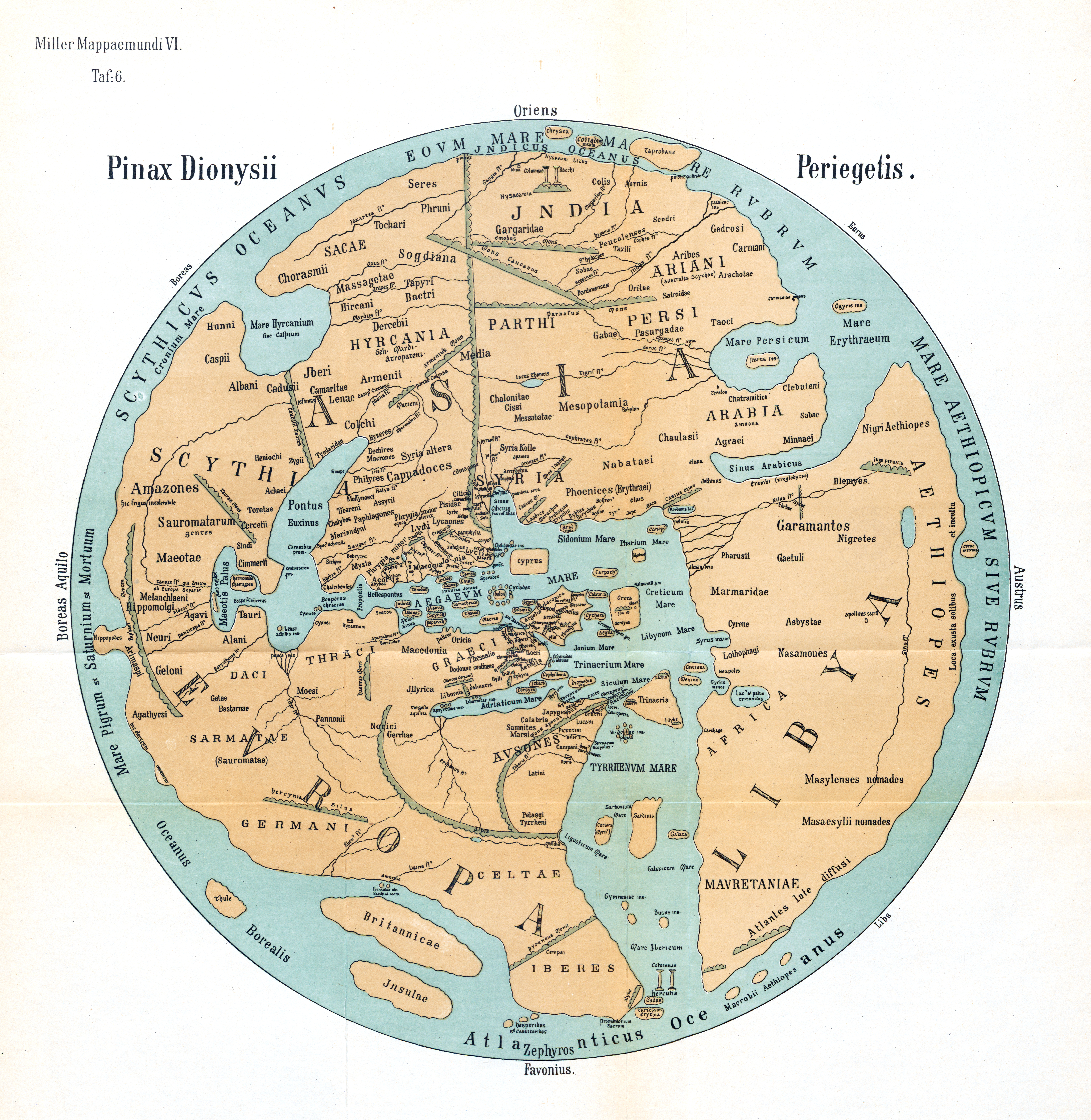
Carte établie par l'historien Konrad Miller (de), d'après Denys le Périégète (IIe siècle). Thulé y est située en bas à gauche (au nord-ouest).
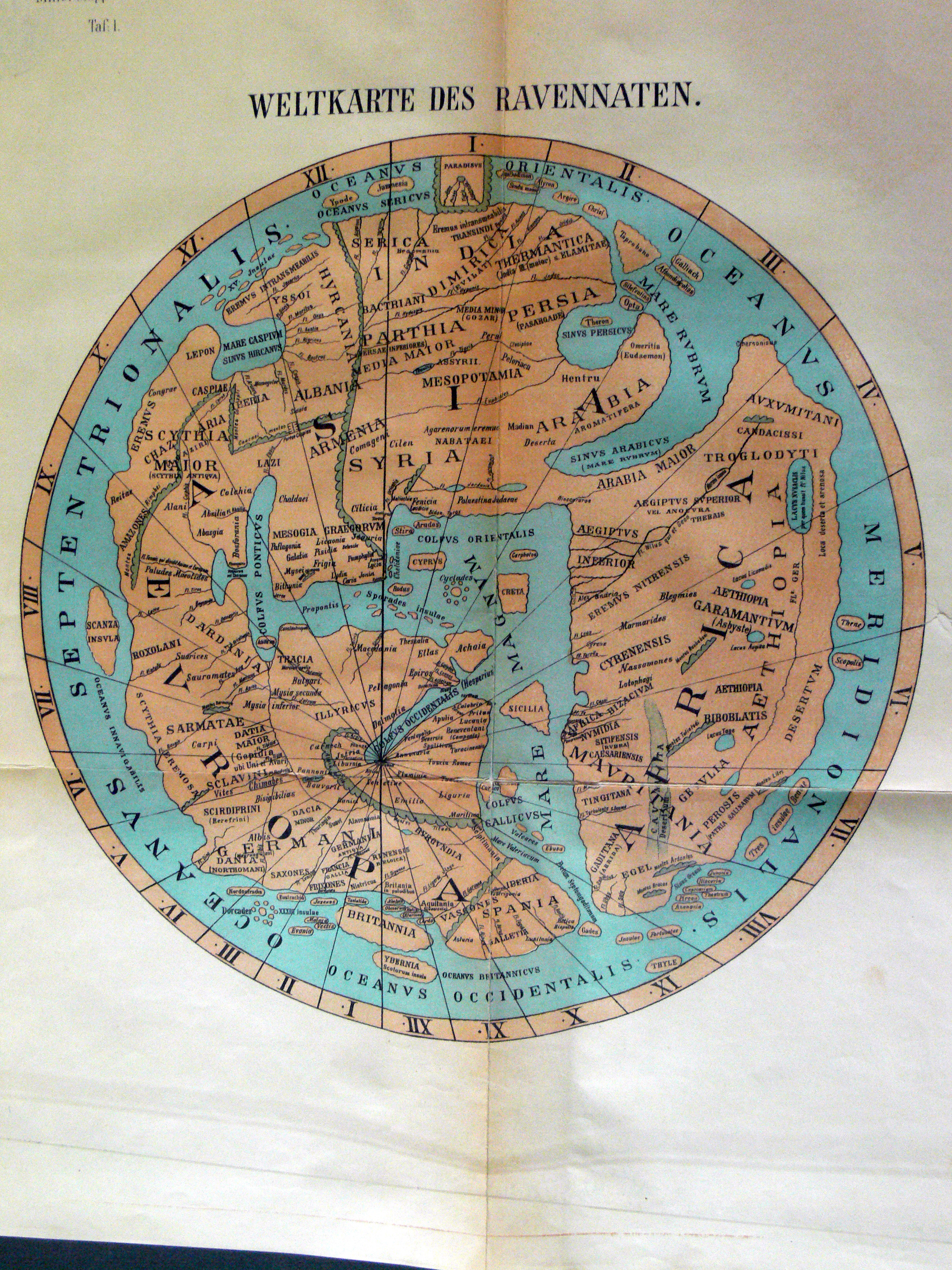
Carte réalisée par Konrad Miller (de), illustrant les informations contenues dans la Cosmographie de Ravenne (compilée par un clerc anonyme à Ravenne vers 700). Thyle (Thulé) y est située en bas (à l'ouest) dans le secteur numéro XI, au large des îles Fortunées.

## Thulé dans la culture

### Dans la littérature
Par sa position mythique extrême, Thulé est parfois employée pour désigner le point le plus au Nord (d'où son appellation fréquente de Ultima Thulé), une espèce d'absolu indépassable, proche de l'idée de bout du monde.
- Au XVIe siècle, Agrippa d'Aubigné fait une discrète référence à Thulé dans le livre VII des Tragiques :

Tous sortent de la mort comme l’on sort d’un songe.

Les corps par les tyrans autrefois déchirés

Se sont en un moment en leurs corps asserrés,

Bien qu’un bras ait vogué par la mer écumeuse

De l’Afrique brûlée en Thulé froiduleuse.

Les cendres des brûlés volent de toutes parts ;

Les brins, plutôt unis qu’ils ne furent épars,

Viennent à leur poteau, en cette heureuse place,

Riant au ciel riant, d’une agréable audace.
— Agrippa d'Aubigné, Les Tragiques, livre VII
En ce sens, Thulé participe d'une culture antiquisante partagée par les élites écrivantes, tant à l'époque d'Agrippa d'Aubigné qu'auparavant ou par la suite.
- Le poète allemand Goethe compose le poème Der König in Thule (Le Roi de Thulé), en 1774, traduit par Gérard de Nerval. Il apparaît dans le Faust de Charles Gounod et La Damnation de Faust d'Hector Berlioz.
- Dans le poème Terre de songe (Dream-Land) (1844), d'Edgar Allan Poe.
- Dans le poème Tristesse blanche (fin XIXe siècle) du poète québécois Émile Nelligan.
- La Coupe du roi de Thulé, poème de Louise-Victorine Ackermann.
- La Coupe du roi de Thulé, opéra en trois actes de Louis Gallet et Édouard Blau, musique d'Eugène Diaz, couronné lors d'un concours de composition institué par le ministère français des Beaux-Arts[18].
- Dans le poème « Ville du soir », tiré d'Occident (1901), Lucie Delarue-Mardrus fait référence à l'île : « C'est la ville du bout du monde, c'est Thulé/C'est le conte bleu, c'est le rêve/Appareillons, partons vers ces lointaines grèves ! ».
- En 1917, dans le poème Sanglots, Guillaume Apollinaire parle également des « gouffres de Thulé »[19].
- Le poète français Louis Aragon, dans Henri Matisse, roman (1941-1971), évoque ce personnage notamment dans le chapitre intitulé « La Grande Songerie ou le Retour de Thulé ».
- Dans Le Rivage des Syrtes de Julien Gracq (1951), le narrateur présente la province des Syrtes, de la seigneurie d'Orsenna, « comme l'Ultima Thulé des territoires d'Orsenna[20] ».
- Dans un ouvrage paru en 1955, Jean Malaurie fait des Inuits du Nord du Groenland, le peuple le plus septentrional du monde, les Derniers Rois de Thulé[21]. Il a également publié en 1990 Ultima Thulé, consacré aux explorateurs polaires et à leurs interactions avec ces mêmes Inuits[22].
- Dans la saga The Mortal Instruments - Renaissance (2019) de Cassandra Clare, Thulé fait référence à un monde dans une dimension alternative[réf. nécessaire].
- Dans le premier tome de la série Confluence (2023) de Sylvie Poulain, Thulé est le nom donné à une crête sous-marine dans l'Atlantique Nord, la Crête de Thulé.
- En 1978, l'écrivain néo-fasciste Jean Mabire écrit Thulé, le soleil retrouvé des Hyperboréens, en donnant à « l'esprit de Thulé » une dimension paneuropéenne, aspiration spirituelle avec le Nord pour boussole.

### Dans la bande dessinée
- La base aérienne de Thulé joue un rôle important dans le 38e album de la série Les Aventures de Buck Danny : Le mystère des avions fantomes (Dupuis, 1973).
- Thulé est présenté comme une île paradisiaque dans La Fille de Vercingétorix, épisode d'Astérix scénarisé par Jean-Yves Ferri et dessiné par Didier Conrad (2019).

### Dans les jeux vidéo
- Dans l'extension Final Fantasy XIV: Endwalker, Ultima Thule est la zone finale explorée au cours de l'histoire. C'est un espace créé et gouverné par les émotions de peuples éteints de nombreuses étoiles. Elle se situe aux confins de l'univers.

### En politique
- La société Thulé, ou ordre de Thulé, société secrète ethnologique allemande du début du XXe siècle qui, par ses thèses racistes et occultistes, a inspiré l'idéologie nazie.

#### Ouvrages de référence
François Herbaux, Pythéas. Les Belles Lettres, 2024.  (ISBN 978-2-251-45528-0)
- Barry Cunliffe et Marie-Geneviève l'Her (trad. de l'anglais), Pythéas le grec découvre l'Europe du Nord, Paris, Autrement, 2003, 175 p. (ISBN 2-7467-0361-0).
- François Herbaux, Puisque la Terre est ronde : enquête sur l'incroyable aventure de Pythéas le Marseillais, Paris, Vuibert, 2008, 170 p. (ISBN 978-2-7117-2486-4).
- Hugues Journès, Yvon Georgelin et Jean-Marie Gassend, Pythéas, explorateur et astronome, Ollioules, éditions de la Nerthe, 2000, 146 p. (ISBN 2-913483-10-0).
- [Mund-Dopchie 1990] Monique Mund-Dopchie, « La survie littéraire de la Thulé de Pythéas », L'Antiquité classique, t. LIX,‎ 1990, p. 79-97 (DOI 10.3406/antiq.1990.2281, lire en ligne).
- [Mund-Dopchie 2009] Monique Mund-Dopchie, Ultima Thulé : histoire d'un lieu et genèse d'un mythe, Genève, Droz, coll. « Histoire des idées et critique littéraire » (no 449), 2009, 1re éd., 1 vol., 494, 23 cm (ISBN 978-2-600-01234-8, EAN 9782600012348, OCLC 468202177, BNF 42172997, SUDOC 133534804, présentation en ligne).

#### Romans et autres éléments bibliographiques
- Thibaud Guyon, Jeanine Rey et Philippe Brochard, Pythéas l'explorateur : De Massalia au cercle polaire, éd. École des loisirs, 2001  (ISBN 2211062512) ;
- Ferdinand Lallemand, Journal de bord de Pythéas, éditions de Paris, 1956
- Samivel, L'or de l'Islande, Arthaud, 1963, Paris.